# Gruppo del fago

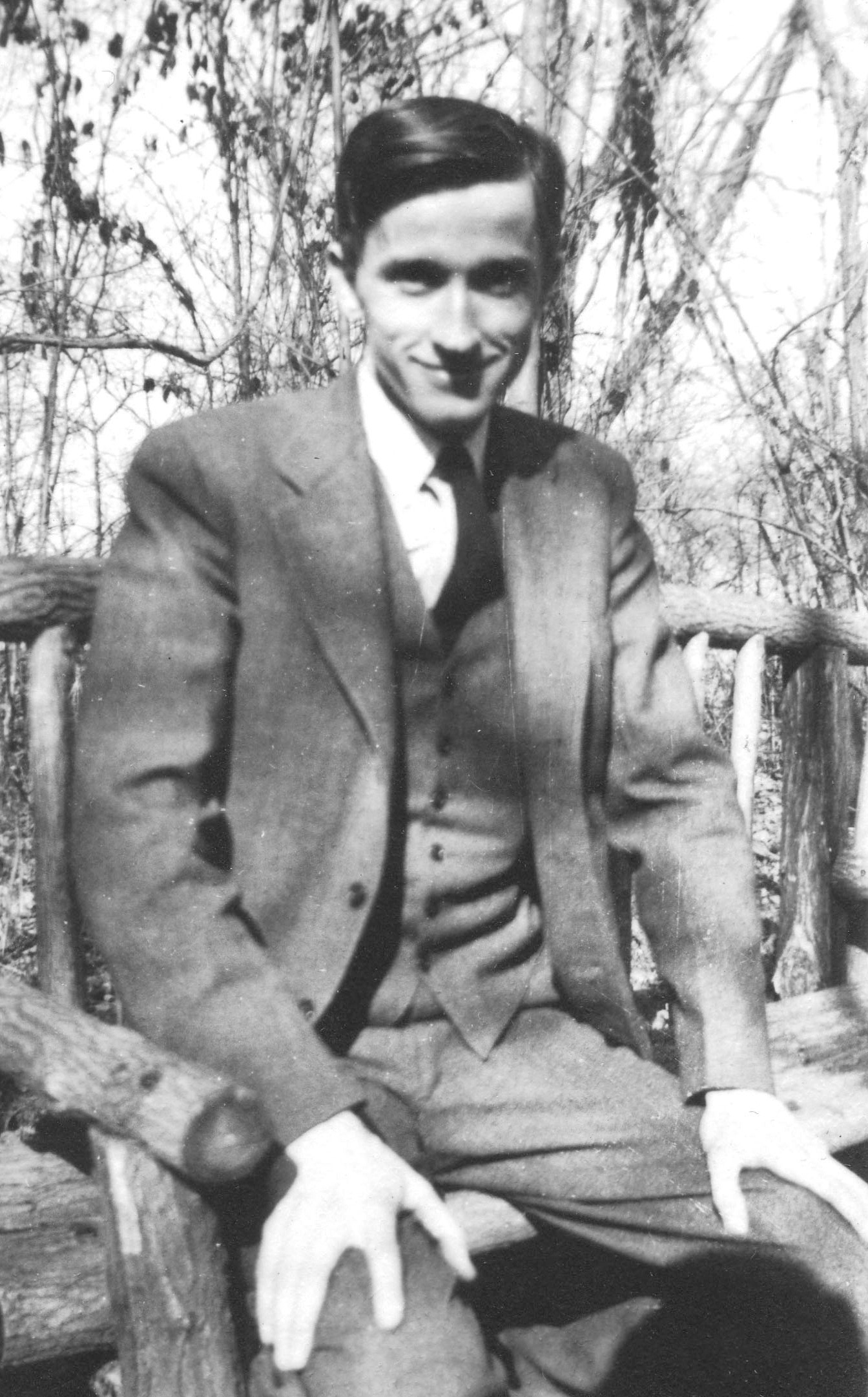
Max Delbruck

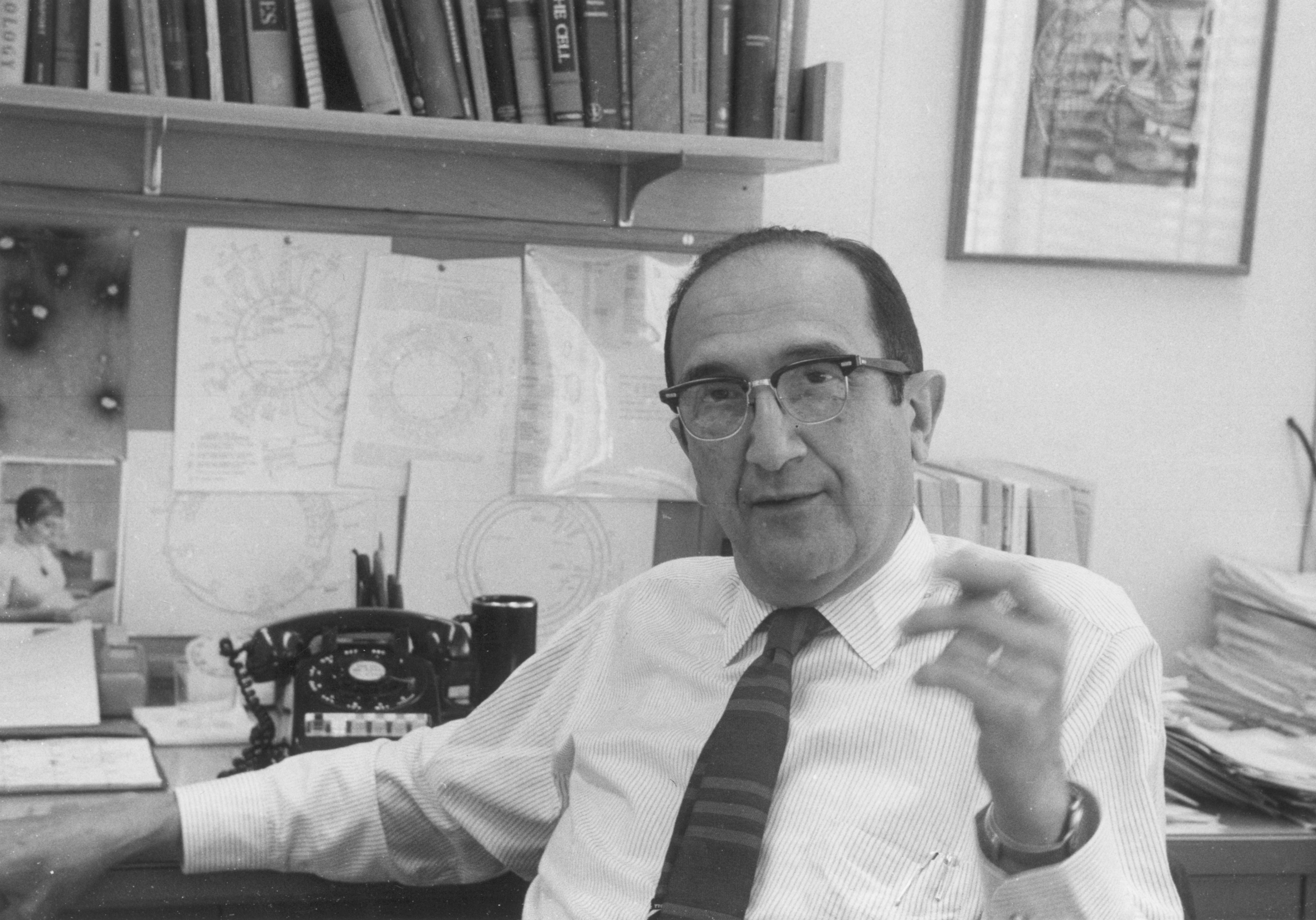
Salvador Luria

Il gruppo del fago (chiamato a volte gruppo americano del fago) è stato un gruppo informale di biologi e fisici passati allo studio della genetica, incentrato su Max Delbrück e Salvador Luria, che ha contribuito notevolmente alla genetica batterica e alle origini della biologia molecolare alla metà del ventesimo secolo. Il gruppo prende il nome dai batteriofagi, virus che infettano i batteri, utilizzati come modello sperimentale. Oltre a Delbrück, gli scienziati più importanti associati al gruppo del fago furono: Alfred Hershey, Seymour Benzer, Gunther Stent, James D. Watson, Franklin Stahl, e Renato Dulbecco.

## Origini del gruppo del fago
I batteriofagi, scoperti da Frederick Twort nel 1915, erano stati oggetto di indagine sperimentale da quando Felix d'Herelle aveva sviluppato metodi per l'isolamento, il rilevamento e la coltura, a partire dal 1917. Delbrück, fisico di formazione passato alla biologia, alla ricerca del sistema più semplice possibile da utilizzare sperimentalmente per indagare le leggi fondamentali della vita, ebbe un primo "incontro" con il fago nel 1937, durante una visita al "laboratorio delle mosche" di Thomas H. Morgan al Caltech. Delbrück comprese che l'organismo modello utilizzato sperimentalmente da Morgan nei suoi esperimenti di genetica, il comunissimo moscerino della frutta (Drosophila melanogaster), pur apparentemente semplice, restava sempre particolarmente complesso per i suoi esperimenti. Venne a conoscenza che una ricercatrice, Emory Ellis, stava lavorando con un organismo più elementare, il fago. Tra la Ellis e Delbrück iniziò una collaborazione sui metodi di conteggio dei fagi e tracciamento delle curve di crescita, che portò a stabilire un modello di crescita di questi virus batterici, ovvero a determinare le caratteristiche di base del ciclo litico. Ellis e Delbrück furono coautori di un articolo, "The Growth of Bacteriophage" ("La crescita del batteriofago"), in cui esposero i loro risultati che dimostravano che i virus si riproducono in un unico passaggio, piuttosto che in modo esponenziale come fanno gli organismi cellulari.
Il gruppo del fago ebbe inizio intorno al 1940, dopo l'incontro tra Delbrück e Luria ad una conferenza di fisica. Delbrück e Luria iniziarono una serie di esperimenti sui modelli di infezione per i diversi ceppi di batteri e batteriofagi. Ben presto stabilirono il "principio di mutua esclusione" che un singolo batterio può essere infettato da un unico ceppo di fagi. Nel 1943, tramite il "test di fluttuazione" o esperimento di Luria-Delbrück, dimostrarono che le mutazioni genetiche di resistenza agli antibiotici si verificano in assenza di selezione, piuttosto che essere una risposta alla selezione. Quell'anno, iniziarono a lavorare con Alfred Hershey, altro scienziato a sperimentare con i fagi. I tre avrebbero condiviso il premio Nobel per la medicina nel 1969, "per il lavoro sul meccanismo di replicazione e genetica dei virus".
Delbrück, attraverso il suo carisma ed entusiasmo, portò molti scienziati appartenenti a varie discipline, biologi, chimici e fisici, ad occuparsi dei meccanismi di replicazione dei fagi. Nel 1944, Delbrück promosse il "Phage Treaty" ("Patto sul fago"), un invito ai ricercatori di concentrarsi su un numero limitato di fagi e ceppi batterici, standardizzando rigorosamente le condizioni sperimentali. Ciò contribuì a rendere gli esperimenti effettuati da laboratori differenti più facilmente confrontabili e riproducibili.

## Corso sul fago

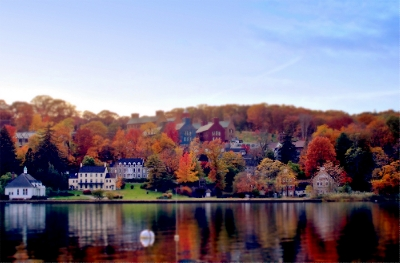
Cold Spring Harbor Laboratory

Oltre alla collaborazione diretta fra scienziati appartenenti a varie aree della scienza, l'eredità principale del gruppo del fago viene dai corsi estivi annuali sul fago, presso il Cold Spring Harbor Laboratory. A partire dal 1945, Delbrück, Luria e altri appartenenti al gruppo, insegnarono i fondamenti della biologia del fago e della sperimentazione su di esso, infondendo a nuovi ricercatori il carattere distintivo del gruppo del fago, ovvero l'approccio fisico e matematico orientato alla ricerca in biologia. Molti dei protagonisti del settore emergente della biologia molecolare furono allievi del corso sul fago.